# Aquilegia nivalis
Aquilegia nivalis là một loài thực vật có hoa trong họ Mao lương. Loài này được (Baker) Falc. ex B.D.Jacks. mô tả khoa học đầu tiên năm 1893.